# Pluche (Avre)
Pour un article plus général, voir Réseau hydrographique d'Eure-et-Loir.
La Pluche est une rivière française du département d'Eure-et-Loir, affluent en rive droite de l'Avre, sous-affluent du fleuve la Seine par l'Eure.

## Communes traversées
De sa source à sa confluence avec l'Avre, la Pluche parcourt du sud-ouest au nord-est 12,5 km et traverse 3 communes.
D'amont en aval :
- Laons ;
- Escorpain ;
- Saint-Rémy-sur-Avre.